# 劲乐团 Analog
劲乐团 Analog（英語：O2Jam Analog）是由韩国游戏开发商Nowcom公司开发的音乐游戏，该游戏的大部分音乐都来自原PC版劲乐团的音乐。

## 简介
劲乐团的英文名称“O2JAM”是“O2（氧气）+JAM（即兴演奏）”的合成语，意味着音乐就像氧气一样存在于我们周围并让我们如同呼吸氧气一般地去自由演奏。在以吉他，贝斯，鼓，电子琴 4种乐器组合而成的音乐世界中，演奏动听的歌曲。

从《劲乐团 Analog》的主界面可以看出开发商有制作玩家对战模式的打算

## 游戏模式
- 两键模式
- 四键模式
- 五键模式

## 游戏历史
- 2011年7月Nowcom发布劲乐团 Analog
- 2012年1月游戏进行较大更新，对所有数据进行加密，部分歌曲需要购买才能演奏；并由NHN公司负责营销